# Бузије
Бузиј (фр. Bouzillé) насеље је и општина у западној Француској у региону Лоара, у департману Мен и Лоара која припада префектури Шоле.
По подацима из 2011. године у општини је живело 1493 становника, а густина насељености је износила 81,19 становника/km². Општина се простире на површини од 18,39 km². Налази се на средњој надморској висини од 89 метара (максималној 102 m, а минималној 7 m).

## Демографија
| 1962. | 1968. | 1975. | 1982. | 1990. | 1999. | 2011. |
| ----- | ----- | ----- | ----- | ----- | ----- | ----- |
| 1.085 | 1.167 | 1.230 | 1.272 | 1.305 | 1.275 | 1.493 |

График промене броја становника у току последњих година